# Тобол
Тобо́л (каз. Тобыл, рос. Тобол) — річка в Казахстані і Росії, ліва притока Іртиша, довжина — 1591 км, площа басейну 426 тис. км².